# Enterobacter
Enterobacter è un genere di batteri Gram negativi asporigeni ed anaerobi facoltativi. Sono in grado di utilizzare il lattosio e i citrati, producono quindi la β-galattosidasi e la citrasi. Risultano negativi alla prova del rosso metile e positivi alla prova di Voges-Proskauer, compiono quindi la fermentazione 2,3-butilenglicole. Sono molto simili alla Klebsiella, ma se ne differenziano per la mobilità e per la produzione di ornitina-decarbossilasi. Fanno parte del gruppo dei coliformi.
Sono normalmente presenti nell'intestino dell'uomo come commensali, ma in soggetti immunodepressi (tipicamente ricoverati ospedalieri) manifestano una patogenicità che può causare infezioni delle vie urinarie.